# Blanus cinereus
Blanus cinereus, comummente conhecida como cobra-cega ou cobra-de-vidro (não confundir com a espécie Anguis fragilis, que consigo partilha este nome), é um réptil pertencente à ordem Amphisbaenidae.
É endémica da Península Ibérica, onde só não está presente numa faixa contínua a norte, que engloba o extremo Noroeste de Portugal, a Cordilheira Cantábrica e os Pirenéus.
É uma espécie termófila, que ocorre em diferentes ecossistemas mediterrânicos. 
Os seus hábitos sumidiços podem fazer com que passe despercebida em locais onde na realidade exista.
A sua abundância é difícil de determinar. No entanto, parece demonstrar alguma preferência por solos arenosos que permitam escavar galerias com alguma facilidade, com pedras superficiais, e localizados em zonas moderadamente abertas e com alguma exposição solar”.
Encontra-se normalmente enterrada em solos arenosos húmidos, em vários tipos de habitat mediterrânicos. Ocorre em áreas agrícolas de baixa intensidade.
As maiores ameaças a esta espécie , incluem perda de habitat devido aos povoamentos de eucaliptos, a agricultura industrializada (que recorre a maquinaria pesada e a pesticidas em quantidades elevadas), com o consequente empobrecimento de locais de abrigo e alimentação.
Os seus principais predadores são o javali, o sardão, a cobra-de-capuz, a cobra-rateira, a cobra-de-ferradura, a víbora-cornuda e até algumas aves.

## Fonte
- Pleguezuelos, J., Sá-Sousa, P., Pérez-Mellado, V. & Marquez, R. 2005.  Blanus cinereus.   2006 IUCN Red List of Threatened Species.   Acedido em 10 de Setembro de 2008.